# Paul Alber
Friedrich Wilhelm Paul Alber (* 1. Juni 1880 in Enzweihingen; † 6. Oktober 1966 in Ulm) war ein deutscher Schafzüchter.

## Werdegang
Alber kam als Sohn eines Schafzüchters zur Welt. Sein Vater besaß in der Gegend von Heilbronn die größte Schafzucht Württembergs. Frühzeitig folgte er beruflich den Fußstapfen des Vaters. Er kam in den 1920er Jahren nach Ulm und erwarb sich große Verdienste beim Aufbau der Wollverwertung Ulm, die die Schafhalter beim Absatz ihrer Wolle unterstützen sollte. Nach Ende des Zweiten Weltkriegs organisierte er den Wiederaufbau des Unternehmens.
Er war 23 Jahre lang Erster Vorsitzender des württembergischen Landesverbandes der Schafzüchter. Später wurde er zu dessen Ehrenvorsitzenden ernannt.

## Ehrungen
- Dezember 1951: Verdienstkreuz am Bande der Bundesrepublik Deutschland